# Abbassides
 (mars 2025).
Motif : Pas de source sur la page en français, mais l'article en anglais à l'air mieux sourcé
Les Abbassides  (en arabe : بنو العباس, romanisé Banu al-ʿAbbās, en français : « Les fils d'Abbas ») sont une dynastie arabe musulmane qui régna sur le califat abbasside de 750 jusqu'à la chute de Bagdad en 1258. Ils sont ensuite califes au Caire sans pouvoir temporel (aux mains du sultanat mamelouk d'Égypte) jusqu'à leur déposition par les Ottomans en 1517.

## Histoire

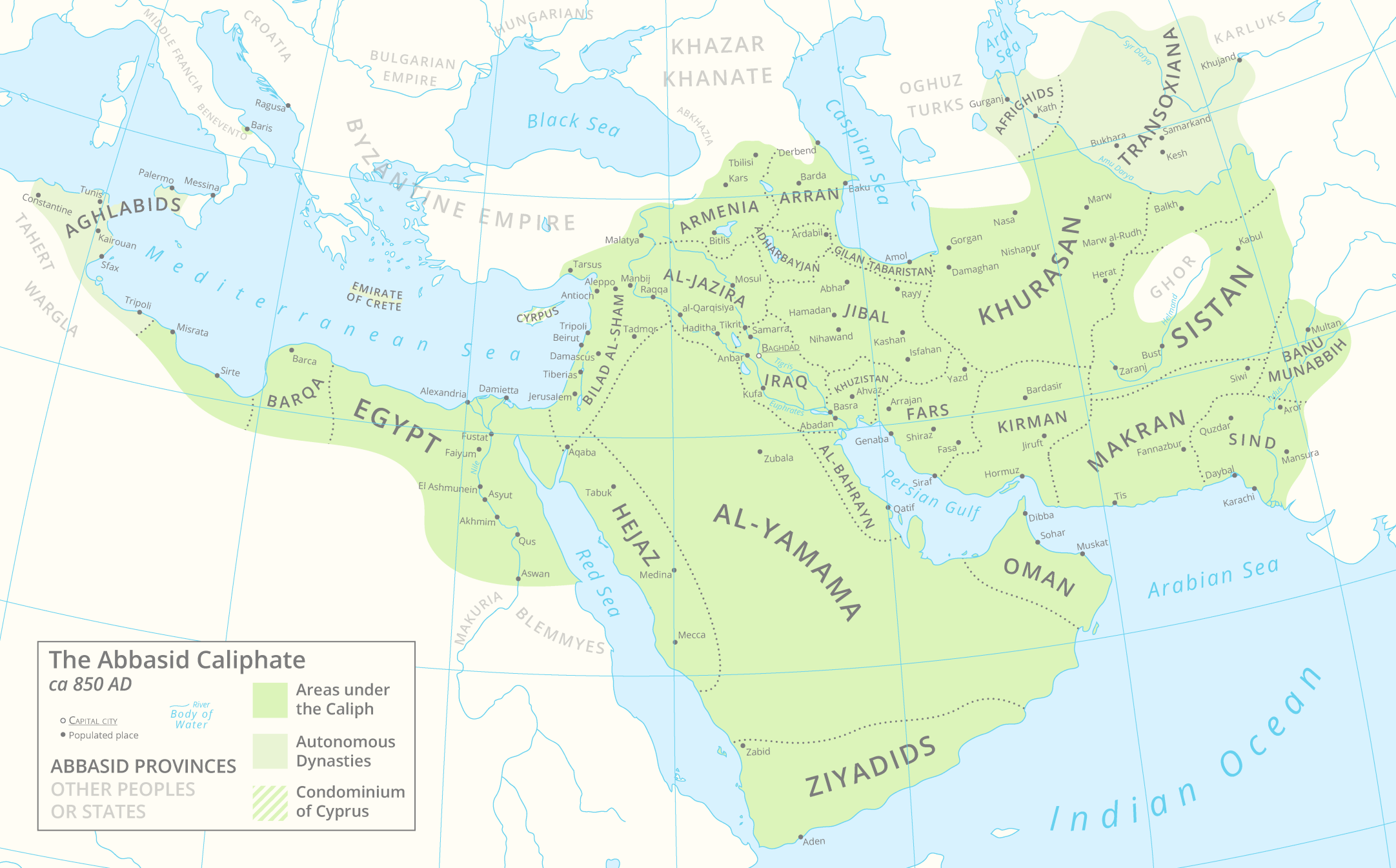
Le califat abbasside en 850.

La dynastie abbasside est la dynastie qui dirige le troisième califat à succéder au prophète de l'islam Mahomet. Elle descend de l'oncle de Mahomet, Abbas ibn Abd al-Muttalib (566-653 apr. J.-C.), dont la dynastie tire son nom.

### Arrivée au pouvoir
Le fondateur de la dynastie, Abû al-Abbâs As-Saffah, est un descendant d'un oncle de Mahomet, Al-Abbas ibn Abd al-Muttalib. Proclamé calife en 749, il met un terme au règne des Omeyyades en remportant une victoire décisive sur Marwan II à la bataille du Grand Zab, le 25 janvier 750. Les Abbassides régnent pendant la majeure partie du califat depuis leur capitale, Bagdad, dans l'Irak actuel, après avoir renversé le califat omeyyade lors de la révolution abbasside de 750 apr. J.-C. (CH 132).

### Fondation

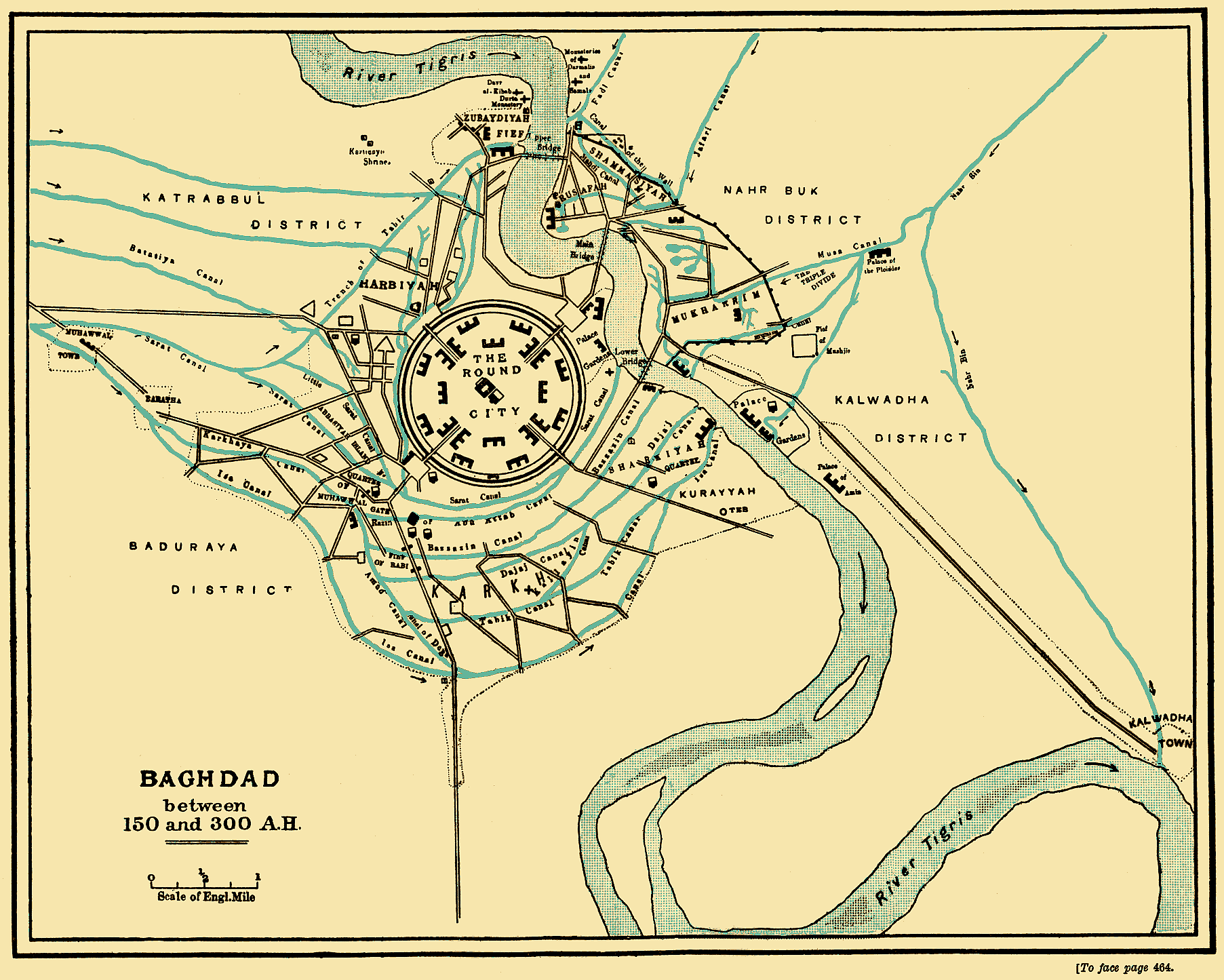
Les abbassides fondèrent Bagdad en 762 comme nouvelle capitale de leur califat.

Les abbassides décident de fonder une nouvelle capitale, Bagdad pour remplacer l'ancienne capitale Omeyyade, Damas. En 762, le calife Abou-Djaafar Al-Mansur décide la construction ex nihilo d'une cité baptisée initialement Madīnat as-Salām et qui prendra plus tard le nom de l'un des villages pré-islamique de la région: Bagdad, dont l'apogée marquera l'Age d'or de l'Islam.

### Déclin et fin
Après avoir atteint son apogée sous Hâroun ar-Rachîd, la puissance politique des Abbassides diminue, la lignée héréditaire est fragilisée, et ils finissent par n'exercer qu'un rôle purement religieux sous la tutelle des Bouyides au Xe siècle, puis des Seldjoukides au XIe siècle. Après la prise de Bagdad par les Mongols en 1258, une branche de la famille s'installe au Caire, où elle conserve le titre de calife sous la tutelle des sultans mamelouks jusqu'à la conquête de l'Égypte par l'Empire ottoman, en 1517.

## Liste des califes abbassides

### Califes en Irak
1. As-Saffah (750-754)
2. Al-Mansûr (754-775)
3. Al-Mahdî (775-785)
4. Al-Hâdî (785-786)
5. Hâroun ar-Rachîd (786-809)
6. Al-Âmîn (809-813)
7. Al-Ma'mûn (813-833)
8. Al-Mu'tasim (833-842)
9. Al-Wathiq (842-847)
10. Jafar al-Mutawakkil (847-861)
11. Al-Muntasir (861-862)
12. Al-Mustain (862-866)
13. Al-Mutazz (866-869)
14. Al-Muhtadi (869-870)
15. Al-Mutamid (870-892)
16. Al-Mutadid (892-902)
17. Al-Muktafi (902-908)
18. Al-Muqtadir (908-932)
19. Al-Qahir (932-934)
20. Ar-Râdî (934-940)
21. Al-Muttaqi (940-944)
22. Al-Mustakfi (944-946)
23. Al-Muti (946-974)
24. At-Ta'i (974-991)
25. Al-Qadir (991-1031)
26. Al-Qâ'im (1031-1075)
27. Al-Muqtadi (1075-1094)
28. Al-Mustazhir (1094-1118)
29. Al-Mustarchid (1118-1135)
30. Ar-Râchid (1135-1136)
31. Al-Muqtafi (1136-1160)
32. Al-Mustanjid (1160-1170)
33. Al-Mustadhi (1170-1180)
34. An-Nasir (1180-1225)
35. Az-Zâhir (1225-1226)
36. Al-Mustansir (1226-1242)
37. Al-Musta'sim (1242-1258)

### Califes en Égypte
1. Al-Mustansir (1261-1262)
2. Al-Hâkim Ier (1262-1302)
3. Al-Mustakfi Ier (1302-1340)
4. Al-Wâthiq Ier (1340-1341)
5. Al-Hâkim II (1341-1352)
6. Al-Mu'tadid Ier (1352-1362)
7. Al-Mutawakkil Ier (1362-1377)
8. Al-Musta'sim (1377)
9. Al-Mutawakkil Ier (1377-1383)
10. Al-Wâthiq II (1383-1386)
11. Al-Musta'sim (1386-1389)
12. Al-Mutawakkil Ier (1389-1406)
13. Al-Mustain (1406-1414)
14. Al-Mu'tadid II (1414-1441)
15. Al-Mustakfi II (1441-1451)
16. Al-Qâ'im (1451-1455)
17. Al-Mustanjid (1455-1479)
18. Al-Mutawakkil II (1479-1497)
19. Al-Mustamsik (1497-1508)
20. Al-Mutawakkil III (1508-1516)
21. Al-Mustamsik (1516-1517)

## Arbre généalogique

### Ancêtres
- Hachim ibn Abd Manaf
  - Abd al-Muttalib
    - Al-Harîth
      - Abû Sufyân

    - Abû Tâlib
      - Ali (quatrième calife)

    - Abdullah
      - Mahomet

    - Abû Lahab
    - Hamza
    - Al-Abbas ibn Abd al-Muttalib
      - Abdullah ibn Abbas
        - Ali
          - Muhammad
            - Mûsâ
              - Isâ (prétendant à la succession d'Al-Mansûr en 775)

            - Abu al-Abbas As-Saffah

### Califes en Irak
- - As-Saffah (750-754)
  - Al-Mansûr (754-775)
    - Al-Mahdî (775-785)
      - Al-Hâdî (785-786)
      - Ibrahim (817-819, contre Al-Mamûn)
      - Hâroun ar-Rachîd (786-809)
        - Al-Âmîn (809-813)
        - Al-Ma'mûn (813-833)
        - Al-Mu'tasim (833-842)
          - Al-Wathiq (842-847)
            - Al-Muhtadi (869-870)

          - Jafar al-Mutawakkil (847-861)
            - Al-Muntasir (861-862)
            - Al-Mutazz (866-869)
              - Abd Allâh (908, prétendant à la succession d'Al-Muktafi)

            - Al-Mutamid (870-892)
              - Al-Muwaffaq
                - Al-Mutadid (892-902)
                  - Al-Muktafi (902-908)
                    - Al-Mustakfi (944-946)

                  - Al-Muqtadir (908-932)
                    - Ar-Râdî (934-940)
                    - Al-Muttaqi (940-944)
                      - Al-Qadir (991-1031)
                        - Al-Qâ'im (1031-1075)
                          - Muhammad adh-Dhakhira
                            - Al-Muqtadi (1075-1094)
                              - Al-Mustazhir (1094-1118)
                                - Al-Mustarchid (1118-1135)
                                  - Ar-Râchid (1135-1136)
                                    - Al-Hasan
                                      - `Alî
                                        - Al-Hasan
                                          - Al-Hâkim Ier (1262-1302)
                                            - Abbassides du Caire

                                - Al-Muqtafi (1136-1160)
                                  - Al-Mustanjid (1160-1170)
                                    - Al-Mustadhi (1170-1180)
                                      - An-Nasir (1180-1225)
                                        - Az-Zâhir (1225-1226)
                                          - Al-Mustansir (1226-1242)
                                            - Al-Musta'sim (1242-1258)

                                          - Al-Mustansir (1261-1262)

                    - Al-Muti (946-974)
                      - At-Ta'i (974-991)

                  - Al-Qahir (932-934)

          - Muhammad
            - Al-Mustain (862-866)

### Califes en Égypte
- Al-Mustazhir (1094-1118)
  - Al-Mustarchid (1118-1135)
    - Ar-Râchid (1135-1136)
      - Al-Hasan
        - `Alî
          - Al-Hasan
            - Al-Hâkim Ier (1262-1302)
              - Al-Mustakfi Ier (1302-1340)
                - Al-Hâkim II (1341-1352)
                - Al-Mu'tadid Ier (1352-1362)
                  - Al-Mutawakkil Ier (1362-1377, 1377-1383, 1389-1406)
                    - Al-Mustain (1406-1414)
                      - Al-Mutawakkil II (1479-1497)
                        - Al-Mustamsik (1497-1508, 1516-1517)
                          - Al-Mutawakkil III (1508-1516)

                    - Al-Mu'tadid II (1414-1441)
                    - Al-Mustakfi II (1441-1451)
                    - Al-Qâ'im (1451-1455)
                    - Al-Mustanjid (1455-1479)

              - Muhammad
                - Al-Wâthiq Ier (1340-1341)
                  - Al-Musta'sim (1377, 1386-1389)
                  - Al-Wâthiq II (1383-1386)

  - Al-Muqtafi (1136-1160)
    - Al-Mustanjid (1160-1170)
      - Al-Mustadhi (1170-1180)
        - An-Nasir (1180-1225)
          - Az-Zâhir (1225-1226)
            - Al-Mustansir (1226-1242)
              - Al-Musta'sim (1242-1258)

            - Al-Mustansir (1261-1262)